# 蔣應奎
蔣應奎（15世紀—16世紀），山西大同府大同縣人，明朝政治人物。

## 生平
蔣應奎是嘉靖四年（1525年）乙酉科舉人，次年（1526年）聯捷進士，獲授工部都水司主事負責治河，轉營繕司郎中營建兩宮，完成後超擢太僕寺少卿，到二十五年（1546年）陞應天府府尹，以嚴治理當地，懲罰放肆的勳戚，又捐出俸祿修理學宮，開墾荒田千餘頃。
嘉靖二十七年（1548年）蔣應奎陞任遼東巡撫，三十年（1551年）入朝任職戶部右侍郎，很快改任兵部右侍郎兼僉都御史，協理京營戎政。他個性恬淡，為諸生時常賣去衣服供養父母，富貴後堅持節操，去世時幾乎無法舉行喪禮，後追贈兵部尚書。

## 引用
1. 1 2  道光《大同縣志·卷十六·人物前》：蔣應奎，明嘉靖丙戌進士，授工部都水司主事，治河呂梁，遷營繕司郎中，董建兩宮，功成超拜太僕寺少卿；遷應天府尹，以嚴為治，勳戚中有橫肆者悉裁以法，捐金修學宮，墾秣陵荒田千餘頃。擢副都御史，巡撫寧遠開原一帶，入為戶部侍郎，改兵部兼僉都御史；應奎性恬淡，為諸生時常鬻衣養父母，既貴益堅素節，卒之日喪幾弗舉，後贈兵部尚書。 府志
2. ↑  道光《大同縣志·卷十二·選舉》：進士……嘉靖五年丙戌龔用卿榜 蔣應奎 任兵部侍郎……舉人……嘉靖四年乙酉科 蔣應奎 丙戌科聯捷進士
3. ↑  《明世宗肅皇帝實錄·卷三百十一》：（嘉靖二十五年五月）戊午陞太僕寺少卿蔣應奎為應天府府尹。
4. ↑  《明世宗肅皇帝實錄·卷三百四十三》：（嘉靖二十七年十二月）丙午陞南京都察院右都御史劉訒為南京工部尚書，應天府府尹蔣應奎為都察院右副都御史、廵撫遼東。
5. ↑  《明世宗肅皇帝實錄·卷三百七十八》：（嘉靖三十年十月）庚申陞巡撫遼東右副都御史蔣應奎為戶部右侍郎，左春坊左諭德茅瓚為南京國子監祭酒。
6. ↑  《明世宗肅皇帝實錄·卷三百七十八》：（嘉靖三十年十月）丙子改刑部尚書萬鏜為吏部尚書，戶部右侍郎蔣應奎為兵部右侍郎兼僉都御史，協理京營戎政。